# Liste der Biografien/Prei
Liste der Biografien |
Portal Biografien |
Personensuche
# |
A |
B |
C |
D |
E |
F |
G |
H |
I |
J |
K |
L |
M |
N |
O |
P |
Q |
R |
S |
T |
U |
V |
W |
X |
Y |
Z |
?
 
Pa |
Pc |
Pe |
Pf |
Ph |
Pi |
Pj |
Pk |
Pl |
Pm |
Pn |
Po |
Pr |
Ps |
Pt |
Pu |
Pv |
Pw |
Py
 
Pra |
Prc |
Pre |
Pri |
Prj |
Prk |
Prl |
Pro |
Prp |
Prs |
Prt |
Pru |
Prv |
Pry |
Prz
 
Prea |
Preb |
Prec |
Pred |
Pree |
Pref |
Preg |
Preh |
Prei |
Prej |
Prek |
Prel |
Prem |
Pren |
Preo |
Prep |
Prer |
Pres |
Pret |
Preu |
Prev |
Prew |
Prex |
Prey |
Prez
Die Liste der Biografien führt alle Personen auf, die in der deutschsprachigen Wikipedia einen Artikel haben. Dieses ist eine Teilliste mit 202 Einträgen von Personen, deren Namen mit den Buchstaben „Prei“ beginnt.

## Prei

### Preib
- Preibisch, Alexander (* 1991), deutscher Eishockeyspieler
- Preibisch, Elfriede (1926–2021), deutsche Leichtathletin
- Preibisch, Maximilian (1877–1940), österreichischer Bildhauer
- Preibisch, Oskar (1842–1910), deutscher Politiker (NLP) und Unternehmer
- Preibisius, Christoph (1580–1651), deutscher Rechtsgelehrter und Physiker
- Preibisius, Johannes (1610–1660), deutscher Rechtsgelehrter
- Preibsch, Hubert (1892–1959), sudetendeutscher Politiker (NSDAP), MdR

### Preid
- Preidel, Helmut (1900–1980), deutsch-böhmischer Archäologe und Pädagoge
- Preidl von Hassenbrunn, Franz (1810–1889), böhmischer Großindustrieller
- Preidl, Julian (* 1995), deutscher Politiker (Freie Wähler), MdL
- Preidler, Georg (* 1990), österreichischer RadrennfahrerGeorg Preidler (* 1990)

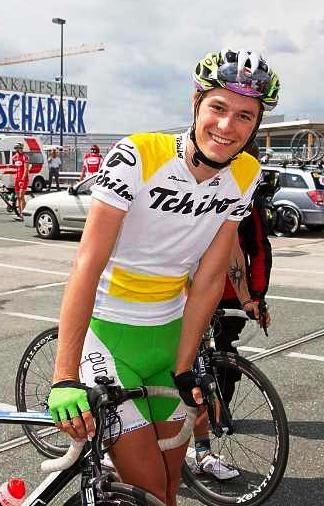
Georg Preidler (* 1990)

### Preik
- Preik, Walther (1932–2018), deutscher Bildhauer
- Preikšaitis, Aidas (* 1970), litauischer Fußballspieler
- Preikšas, Juozas (1926–2018), litauischer Geistlicher, römisch-katholischer Bischof von Panevėžys
- Preikschat, Wolfgang (* 1951), deutscher Medientheoretiker

### Preil
- Preil, Annika (* 1990), deutsche Schauspielerin
- Preil, Arthur (1887–1954), deutscher Volkssänger
- Preil, Hans-Joachim (1923–1999), deutscher Theaterautor, Regisseur und Komiker
- Preil, Martina-Maria (* 1955), deutsche Sängerin, Kabarettistin und Musikpädagogin
- Preil, Paul (1879–1951), deutscher Humorist, Komponist und Musikverleger
- Preil, Robert, deutscher Fotograf, Kunstmaler und Ansichtskartenverleger
- Preil, Saskia (* 1985), deutsche SchauspielerinSaskia Preil (* 1985)

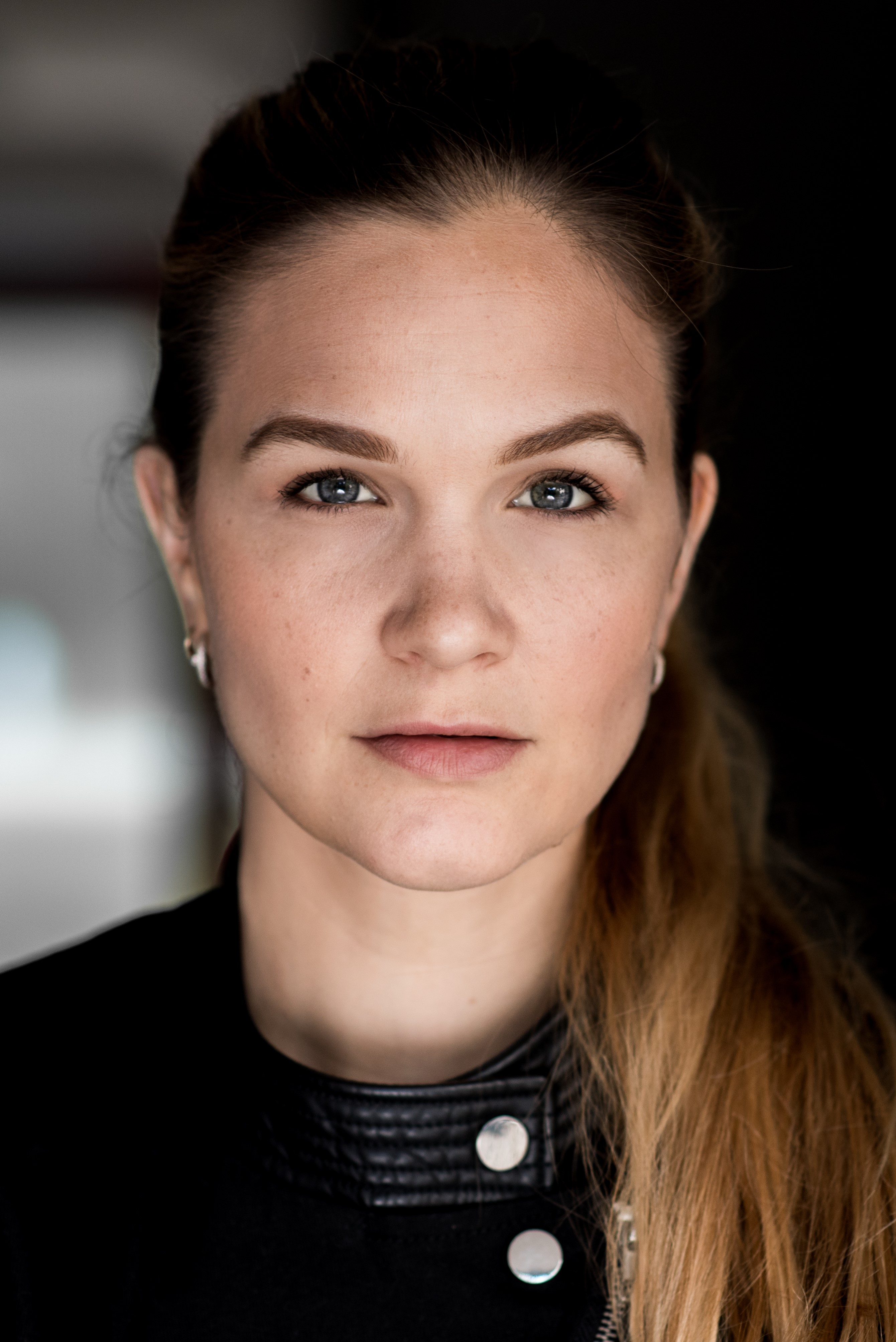
Saskia Preil (* 1985)

- Preil, Wilhelm (1872–1906), deutscher Kolonialoffizier und Afrikaforscher
- Preilowski, Bruno (1943–2023), deutscher Neuropsychologe und Hochschullehrer
- Preilowski, Samantha (* 1989), deutsche Schauspielerin

### Preim
- Preim, Bernhard (* 1969), deutscher Informatiker
- Preime, Eberhard (1912–1941), deutscher Kunsthistoriker und Übersetzer
- Preimesberger, Rudolf (1936–2025), österreichischer Kunsthistoriker und Hochschullehrer
- Preiml, Baldur (1939–2025), österreichischer Skispringer, Skisprungtrainer und Sportfunktionär

### Prein
- Prein, Otto (1867–1945), deutscher evangelischer Pfarrer und Amateurarchäologe
- Prein, Stefan (* 1965), deutscher Motorradrennfahrer
- Preindl, Ferdinand (1912–1998), österreichischer Eisschnellläufer
- Preindl, Josef (1921–1972), österreichischer Politiker (ÖVP), Mitglied des Bundesrates
- Preindl, Joseph (1756–1823), österreichischer Organist und Komponist
- Preindlsberger-Mrazović, Milena (1863–1927), bosnische Publizistin und erste Zeitungsherausgeberin in Bosnien-Herzegowina
- Preineder, Martin (* 1962), österreichischer Landwirt und Politiker (ÖVP), Abgeordneter zum Nationalrat, Mitglied des Bundesrates
- Preiner, Erwin (* 1962), österreichischer Politiker (SPÖ), Abgeordneter zum Nationalrat, Präsident des Bundesrates
- Preinfalk, Alejandro (* 1970), costa-ricanischer Skirennläufer
- Preinfalk, Bernd (* 1966), österreichischer Komponist und Musiker
- Preinfalk, Gerald (* 1971), österreichischer Saxophonist
- Preining, Othmar (1927–2007), österreichischer Physiker
- Preining, Thomas (* 1998), österreichischer AutorennfahrerThomas Preining (* 1998)

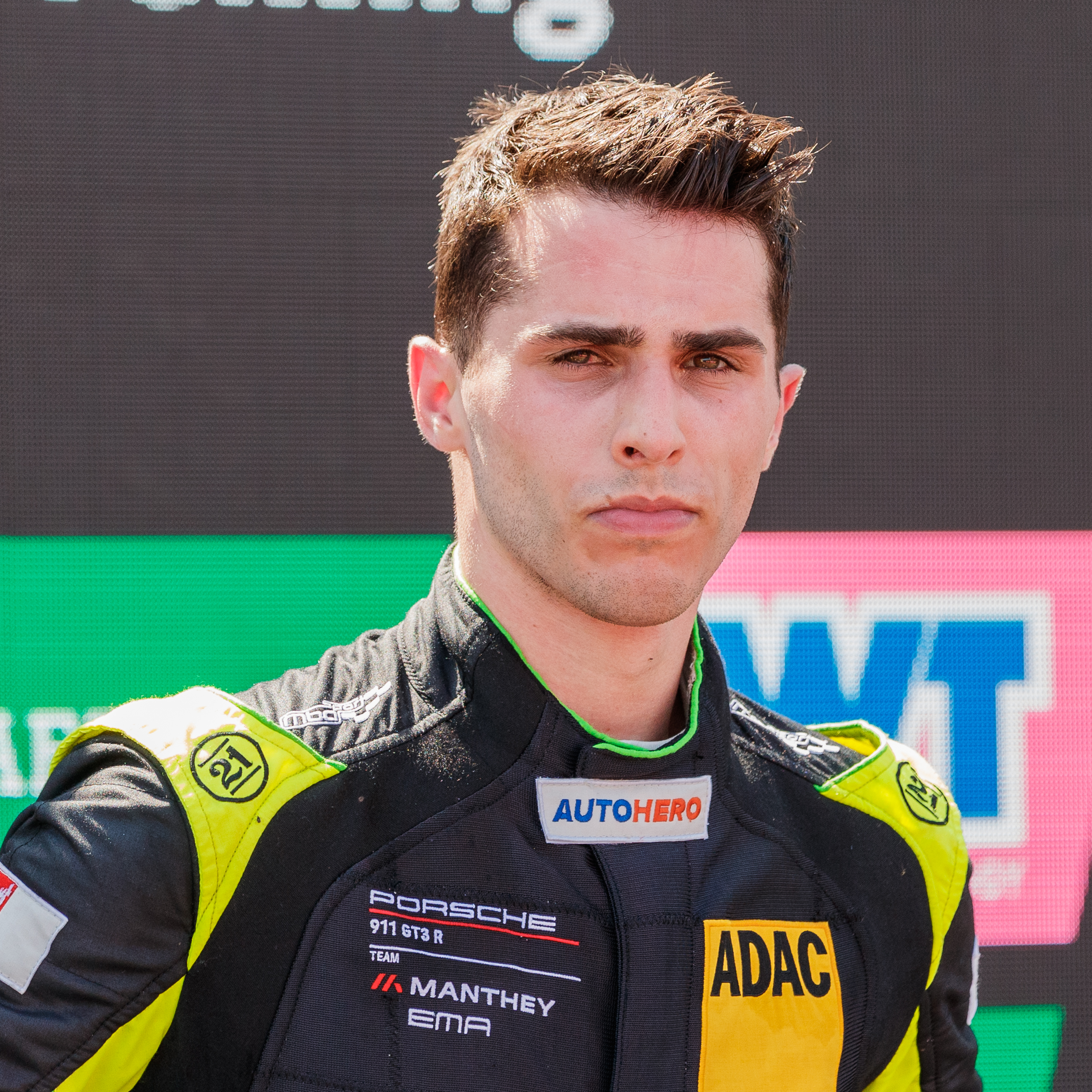
Thomas Preining (* 1998)

- Preininger, John (1947–2002), österreichischer Schlagzeuger, Schriftsteller und Philologe
- Preininger, Matthias († 1628), salzburgischer römisch-katholischer Geistlicher
- Preininger, Sally (* 1996), österreichischer Fußballspieler
- Preinitzer, Otto von (1865–1958), deutscher Generalleutnant
- Preinreich, Gabriel (1893–1951), Wirtschaftswissenschaftler
- Preinstorfer, Johanna (* 1929), oberösterreichische Landtagspräsidentin (ÖVP)

### Preis
- Preis, Albert (* 1937), deutscher Fußballspieler
- Preis, Alfred (1911–1994), österreichisch-amerikanischer Architekt
- Preis, Caspar, deutscher Chronist
- Preis, Ivo († 2020), deutscher Trompeter tschechoslowakischer Herkunft (Klassik, Jazz)
- Preis, Johannes (1885–1960), Spengler und Abgeordneter
- Preis, Josef (1867–1944), österreichischer Politiker, Landtagsabgeordneter und Bürgermeister der Stadt Salzburg
- Preis, Karl Sebastian (1884–1946), deutscher Kommunalpolitiker (SPD)
- Preis, Kinga (* 1971), polnische Schauspielerin
- Preis, Ludwig (1971–2017), deutscher Fußballspieler und -trainer
- Preis, Paul (1900–1979), deutscher Komponist, Kapellmeister, Dirigent und Theaterleiter
- Preis, Robert (* 1972), österreichischer Journalist und Schriftsteller
- Preis, Toni (* 1945), deutscher Bildhauer
- Preis, Ulrich (1956–2025), deutscher Rechtswissenschaftler und Professor an der Universität zu KölnUlrich Preis (1956–2025)

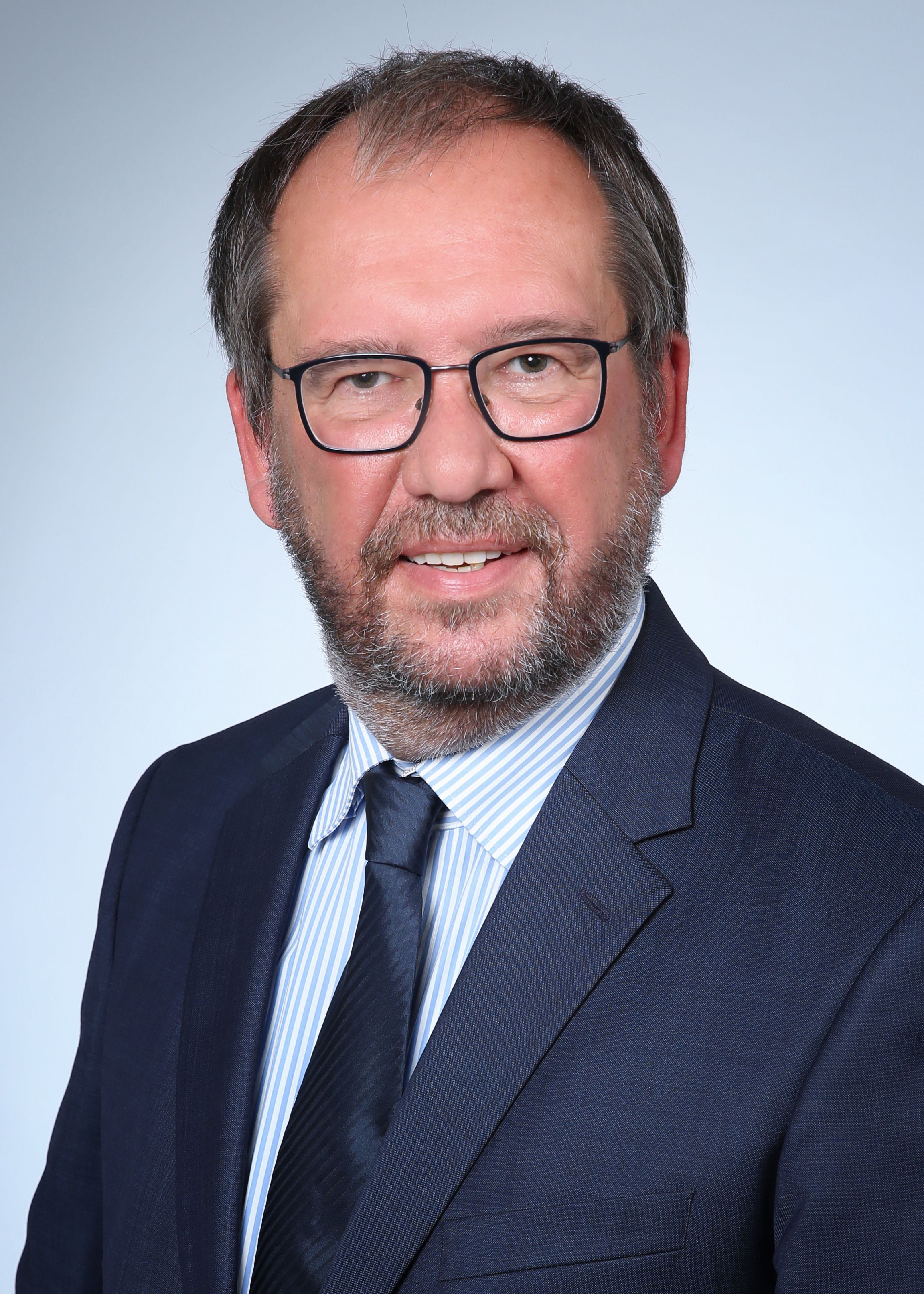
Ulrich Preis (1956–2025)

- Preisegger, Ignaz (1824–1881), österreichischer Landschaftsmaler
- Preisel, Christoph (* 1818), deutscher Kupfer- und Stahlstecher sowie Zeichner
- Preisendanz, David (* 1984), deutscher Politiker (CDU)
- Preisendanz, Emma (* 2002), deutsche Schauspielerin
- Preisendanz, Karin (* 1958), deutsche Indologin
- Preisendanz, Karl (1883–1968), deutscher Klassischer Philologe, Papyrologe, Paläograph und Bibliothekar
- Preisendanz, Wolfgang (1920–2007), deutscher Germanist
- Preisendörfer, Bruno (* 1957), deutscher SchriftstellerBruno Preisendörfer (* 1957)

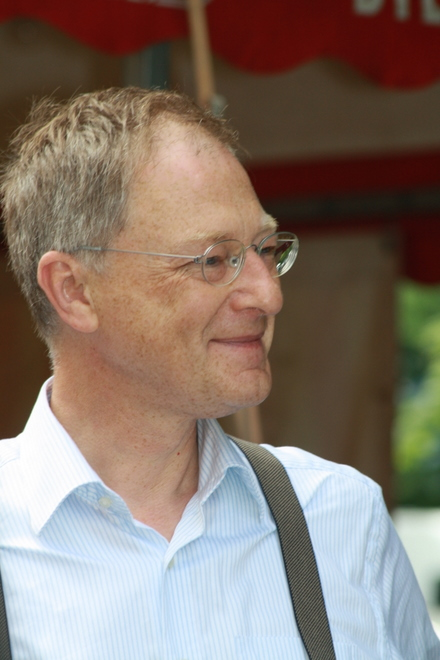
Bruno Preisendörfer (* 1957)

- Preisendörfer, Helmut (1927–1984), deutscher Fußballspieler
- Preiser, Erich (1900–1967), deutscher Ökonom
- Preiser, Gert (* 1928), deutscher Medizinhistoriker
- Preiser, Gotthart (1931–2023), deutscher evangelischer Theologe
- Preiser, Richard (1871–1945), deutscher Altphilologe
- Preiser, Wolfgang (1903–1997), deutscher Rechtswissenschaftler
- Preiser-Kapeller, Johannes (* 1977), österreichischer Byzantinist
- Preisig, Ernst (* 1948), Schweizer Erziehungswissenschaftler
- Preisig, Eugen (1888–1958), Schweizer Kantonrat und Regierungsrat
- Preisig, Johann Friedrich (1787–1837), Schweizer Unternehmer und Publizist
- Preisig, Samuele (* 1984), Schweizer Fußballspieler
- Preisig, Tobias (* 1981), Schweizer Jazzmusiker
- Preisigke, Friedrich (1856–1924), deutscher Papyrologe
- Preising, Dagmar (* 1956), deutsche Kunsthistorikerin, Kuratorin und Museumsleiterin
- Preising, Ernst (1911–2007), deutscher Pflanzensoziologe und Naturschützer
- Preising, Gottfried (* 1954), deutscher Radsportler
- Preising, Rudolf (1904–1981), deutscher Pfarrer, Schulleiter und Heimatforscher
- Preisinger, Johannes (* 1939), deutscher Diplomat
- Preisinger, Michael (* 1962), deutscher Journalist, Schriftsteller und Drehbuchautor
- Preisinger, Michael (* 2006), österreichischer Fußballspieler
- Preisinger, Miroslav (* 1991), slowakischer Eishockeyspieler
- Preisinger, Rudolf (* 1957), deutscher Agraringenieur und Genetiker
- Preisinger, Susanne (* 1957), österreichische Politikerin (FPÖ), Abgeordnete zum Nationalrat
- Preiskeit, Hans (1920–1972), deutscher Radrennfahrer
- Preisker, Herbert (1888–1952), deutscher Theologe
- Preisl, Dieter (1962–2016), österreichischer Maler und Musiker
- Preisl, Stefan (* 1956), deutscher Holzbildhauer
- Preisler, Horst (1935–2022), deutscher Marathonläufer
- Preisler, Jan (1872–1918), tschechischer Maler und Grafiker
- Preisler, Juliane (* 1959), dänische Schriftstellerin und Dichterin
- Preisler, Karoline (* 1971), deutsche Politikerin (FDP)Karoline Preisler (* 1971)

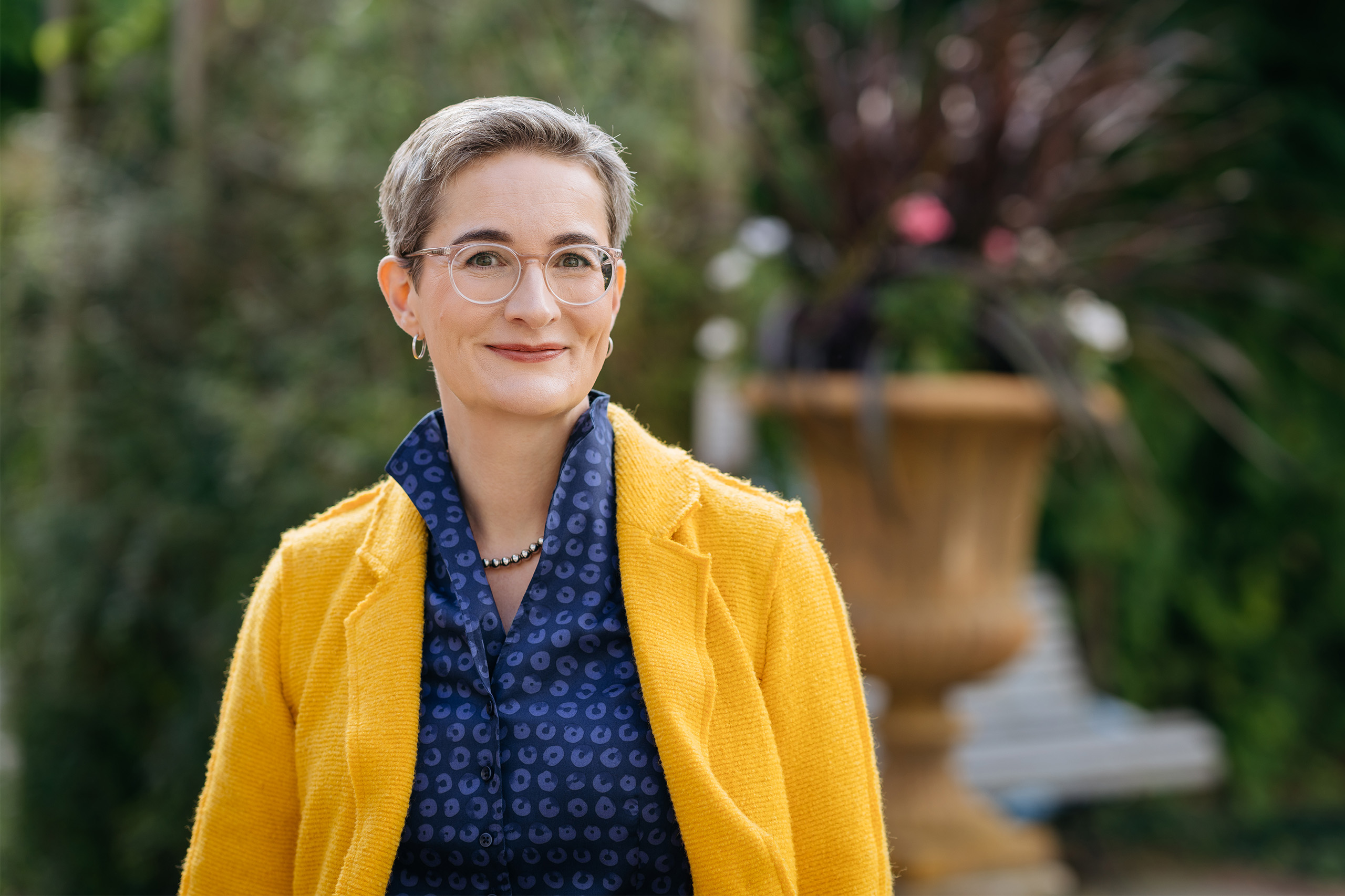
Karoline Preisler (* 1971)

- Preisler, Moritz (* 1991), deutscher Jazz- und Improvisationsmusiker (Piano, Komposition)
- Preisler, Rüdiger (* 1945), deutscher Bildhauer
- Preisler, Steve, US-amerikanischer Chemiker
- Preisner, Damian-Markus (* 1969), deutscher Jurist, Richter am Bundesverwaltungsgericht
- Preisner, Rio (1925–2007), tschechischer Dichter, Philosoph, Übersetzer und Gelehrter
- Preisner, Steven (* 1988), deutscher Schauspieler, Drehbuchautor und Komiker
- Preisner, Zbigniew (* 1955), polnischer Filmmusikkomponist
- Preiß, Achim (* 1956), deutscher Kunsthistoriker, Kurator, Maler und Hochschullehrer
- Preiss, Adolph († 1890), deutsch-baltischer Kaufmann und Münzsammler
- Preiss, Adolph (1762–1832), deutsch-baltischer lutherischer Geistlicher
- Preiss, Byron (1953–2005), US-amerikanischer Verleger, Book Packager, Spieleentwickler und Autor
- Preiß, Christoph (* 2001), deutscher Pianist, Organist und KirchenmusikerChristoph Preiß (* 2001)

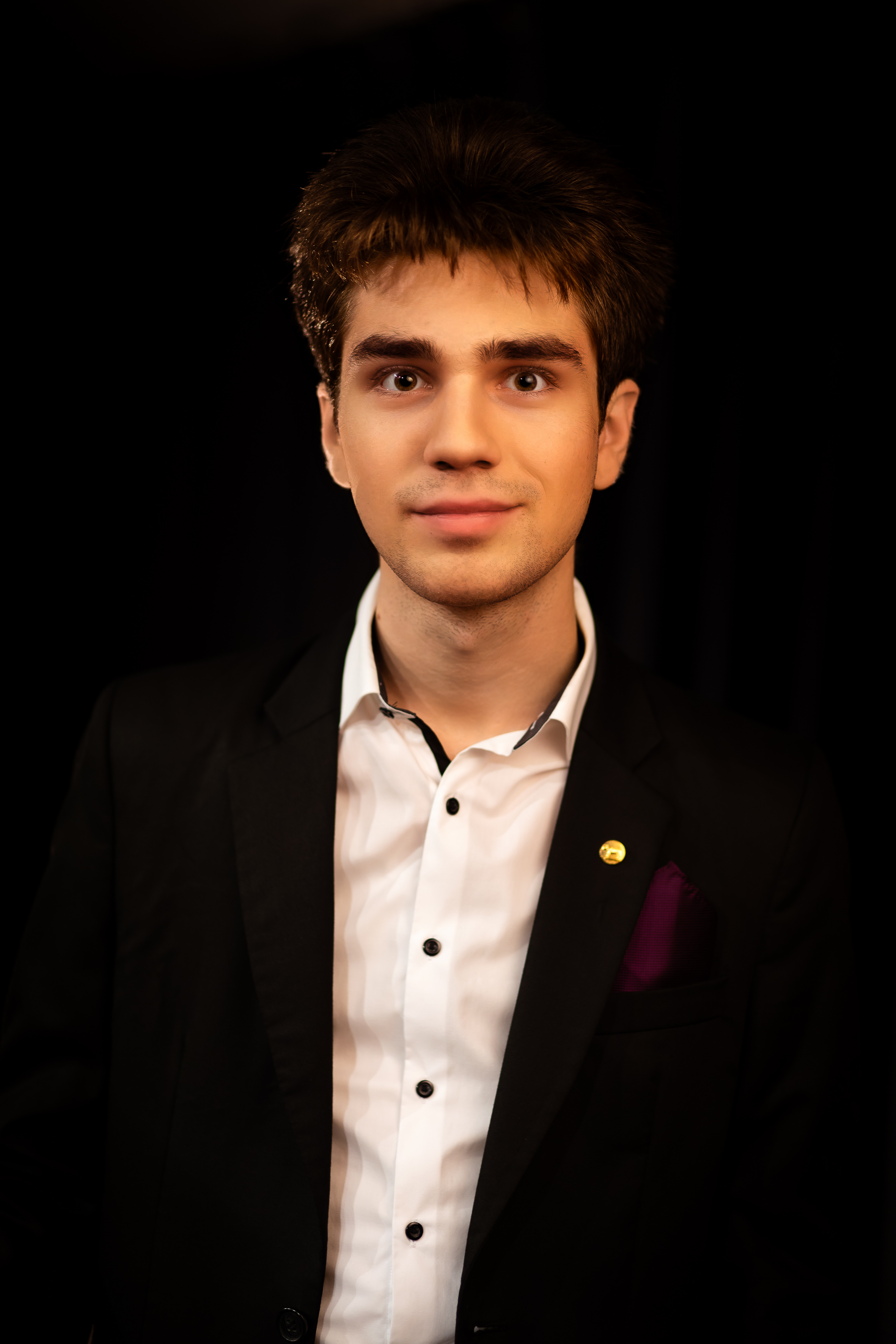
Christoph Preiß (* 2001)

- Preiss, David (* 1947), tschechisch-britischer Mathematiker
- Preiß, David (* 1978), österreichischer Fußballspieler und Trainer
- Preiss, Dietlind (1940–2021), deutsche Bildhauerin
- Preiss, Eli (* 1998), österreichische Sängerin
- Preiss, Emil (1898–1962), deutsch-amerikanischer Turner
- Preiß, Eugen (1873–1961), österreichischer Schauspieler, Hörspielsprecher, Drehbuchautor und Regisseur
- Preiss, Ferdinand (1882–1943), deutscher Bildhauer und Elfenbeinschnitzer des Art déco
- Preiß, Fritz (1877–1940), österreichischer Politiker (SDAP), Landtagsabgeordneter
- Preiss, Fritz (1883–1973), deutscher Kunstmaler
- Preiß, Gerhard (1935–2017), deutscher Mathematikdidaktiker und Professor an der Pädagogischen Hochschule Freiburg
- Preiss, Gunther (* 1944), deutscher Politiker (DVU), MdL
- Preiss, Gustave (1881–1963), schweizerischer Kameramann
- Preiss, Hans (1891–1949), deutsch-englischer Buchhändler
- Preiss, Hans (1927–2005), deutscher Gewerkschaftsfunktionär und Publizist
- Preiß, Hasso (1902–1983), deutscher Filmschaffender
- Preiß, Heinrich Wilhelm (1789–1866), nassauischer Politiker
- Preiss, Heinz (* 1942), österreichischer Musikpädagoge und Lokalpolitiker, Mitbegründer des OÖ. Landesmusikschulwerkes
- Preiß, Jacques (1859–1916), französisch-deutscher Jurist und Politiker, MdR
- Preiß, Konrad (1817–1894), Bürgermeister, Mitglied des Kommunallandtages Kassel
- Preiß, Kurt (1929–2011), österreichischer Lehrer und Politiker (SPÖ), Abgeordneter zum Nationalrat
- Preiss, Laura (* 1986), deutsche Schauspielerin und Synchronsprecherin
- Preiß, Lisa, deutsche Reiterin und Behindertensportlerin, Medaillengewinnerin bei Special Olympics World Games
- Preiss, Ludwig (1811–1883), deutsch-britischer Naturforscher
- Preiß, Ludwig (1910–1996), deutscher Politiker (FDP, FVP, DP, CDU), MdB
- Preiß, Manfred (* 1939), deutscher Politiker (LDPD, FDP), Minister für Regionale und Kommunale Angelegenheiten der DDR
- Preiß, Markus (* 1978), deutscher Fernsehjournalist und ModeratorMarkus Preiß (* 1978)

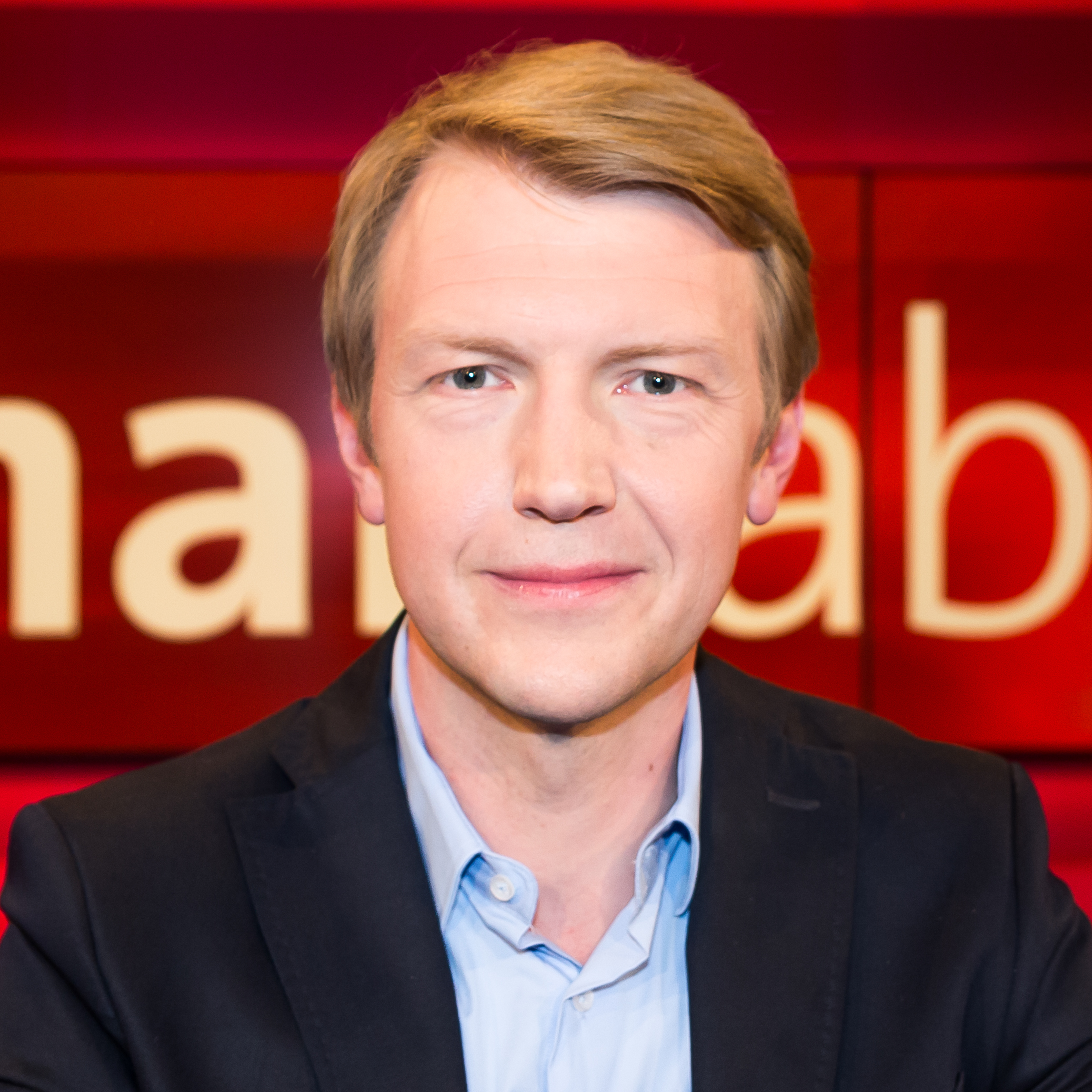
Markus Preiß (* 1978)

- Preiß, Michael (* 1960), deutscher Fußballspieler
- Preiss, Norbert Kamill (1912–1995), deutscher Maler und Grafiker
- Preiß, Richard (* 1902), deutscher Politiker (NSDAP), MdR, MdL
- Preiß, Sebastian (* 1981), deutscher HandballspielerSebastian Preiß (* 1981)

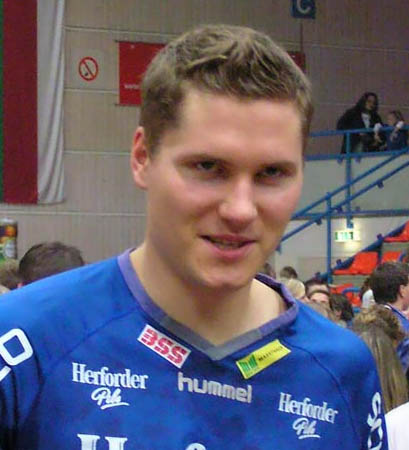
Sebastian Preiß (* 1981)

- Preiss, Sławomir (* 1952), polnischer Politiker (Platforma Obywatelska (Bürgerplattform)), Mitglied des Sejm
- Preiß, Thomas (* 1968), deutscher Chorleiter, Arrangeur, Pianist und Lehrer
- Preiss, Wolfgang (1910–2002), deutscher Schauspieler und Synchronsprecher
- Preiß, Wolfgang (1922–2004), deutscher Bauingenieur, Hochschullehrer und Denkmalpfleger
- Preissecker, Otto (1898–1963), österreichischer Eiskunstläufer und Zahnheilkundler
- Preissegger, Hedi (* 1951), österreichische Komponistin und Chorleiterin
- Preißel, Hans-Georg (* 1943), deutscher Gartenbauwissenschaftler
- Preisser, Chris (* 1985), deutscher Rocksänger
- Preißer, Michael (* 1950), deutscher Jurist
- Preisser, Suse (1920–1979), deutsche Balletttänzerin
- Preißhofen, Renate (1937–1992), deutsche Klassische Archäologin
- Preißig, Erhard (1889–1945), deutscher Romanist
- Preissig, Vojtěch (1873–1944), tschechischer Grafiker, Maler und Illustrator, Widerstandskämpfer
- Preissing, Tom (* 1978), US-amerikanischer Eishockeyspieler
- Preißing, Werner (* 1947), deutscher Fachbuchautor und Unternehmer-Berater
- Preissinger, Emil (1912–2003), deutscher Metzgermeister und Politiker (CSU)
- Preißinger, Rico (* 1996), deutscher Fußballspieler
- Preißl, Rupert (1925–2003), deutscher Maler und Grafiker
- Preissl, Susanne (* 1986), österreichische Schauspielerin
- Preißler, Alfred (1921–2003), deutscher Fußballspieler und -trainerAlfred Preißler (1921–2003)

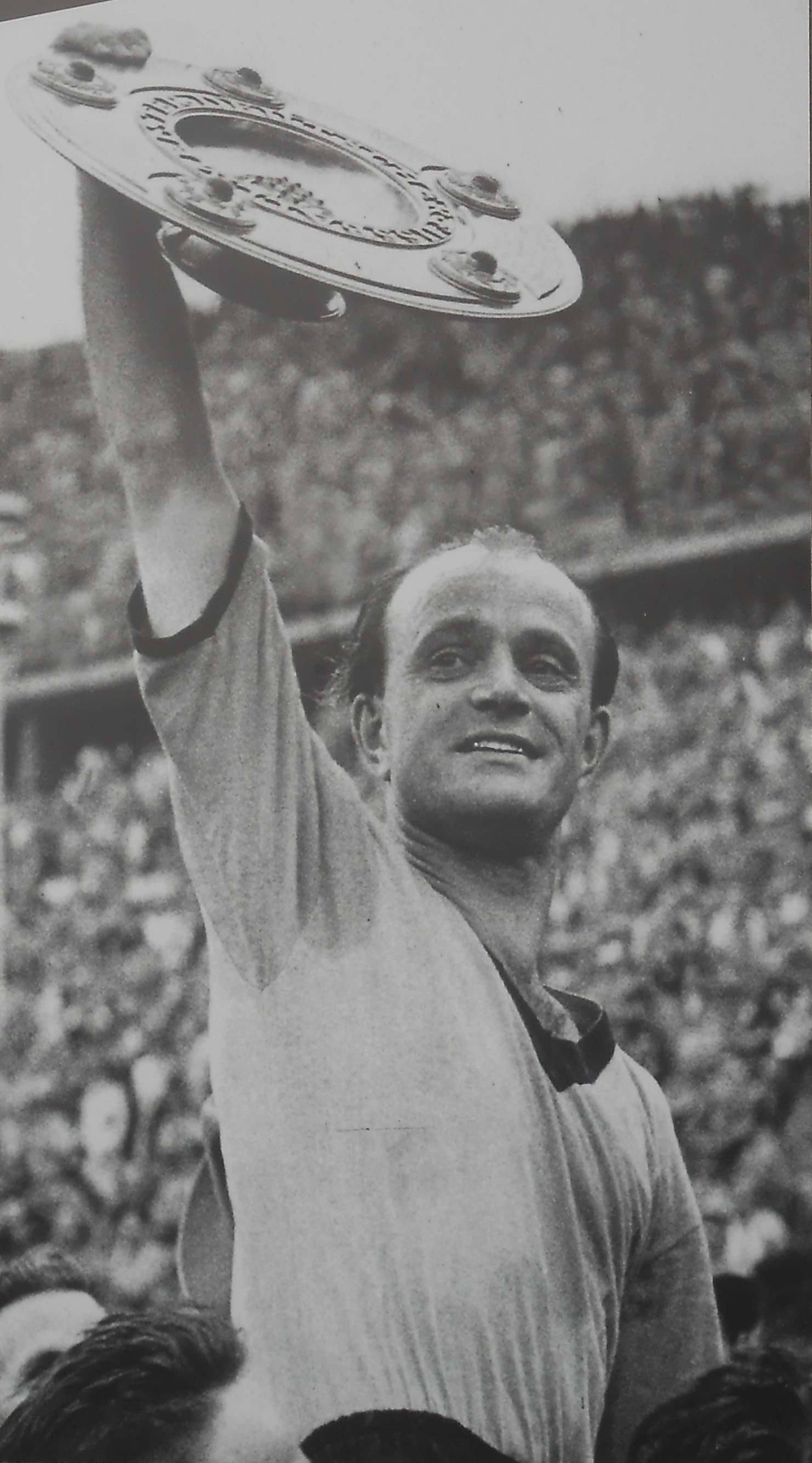
Alfred Preißler (1921–2003)

- Preissler, Barbara Helena (1707–1758), deutsche Miniaturmalerin, Kupferstecherin und Wachsbossiererin
- Preißler, Christian (* 1942), deutscher Ingenieur und Politiker (SPD), MdL
- Preissler, Daniel (1627–1665), deutscher Maler
- Preißler, Dietmar (* 1956), deutscher Historiker
- Preißler, Edwin (1942–2008), deutscher Fußballspieler
- Preissler, Frank (* 1959), deutscher Synchronautor, Synchronregisseur, Tonmeister und Musiker
- Preißler, Fritz (1904–1945), deutscher Politiker (NSDAP), MdR
- Preissler, Fritz (1908–1948), tschechisch-deutscher Rodler
- Preissler, Georg Martin (1700–1754), deutscher Maler
- Preißler, Helmut (1925–2010), deutscher Lyriker, Schriftsteller und Nachdichter
- Preißler, Holger (1943–2006), deutscher Islamwissenschaftler, Religionshistoriker und Hochschullehrer
- Preissler, Ignaz (1676–1741), Glas- und Porzellanmaler
- Preissler, Johann Daniel (1666–1737), Nürnberger Maler
- Preissler, Johann Georg (1757–1831), deutsch-dänischer Kupferstecher
- Preissler, Johann Justin (1698–1771), deutscher Maler
- Preissler, Johann Martin (1715–1794), deutscher Kupferstecher
- Preißler, Kurt (1893–1968), deutscher Maler, Grafiker und Radierer
- Preißler, Paul (1862–1935), deutscher Maler, Illustrator und Kunstprofessor
- Preissler, Peter M. (1943–2024), österreichischer Regisseur, Schauspieler und Autor
- Preißler, Sebastian († 1591), deutscher Unternehmer
- Preißler, Susanna Maria (1701–1765), deutsche Gemmenschneiderin
- Preissler, Thomas (* 1958), deutscher Schlagzeuger, Komponist und Rezitator
- Preißler, Uwe (* 1967), deutscher Radsportler
- Preißler, Valentin (* 1988), deutscher Jazzmusiker (Saxophon, Komposition)
- Preissler, Valentin Daniel (1717–1765), deutscher Kupferstecher
- Preißler, Walter (1915–2005), deutscher Jurist und Politiker (GB/BHE, GDP, CDU), MdL
- Preissler, Wolfgang (1932–2023), deutscher Musiker und Komponist
- Preißmann, Christine (* 1970), deutsche Ärztin
- Preissová, Gabriela (1862–1946), tschechische Schriftstellerin, Dramaturgin und Vertreterin des idealisierten Realismus
- Preissová, Jana (* 1948), tschechische Schauspielerin
- Preiswerk, Gertrud (1902–1994), Schweizer Weberin und Textildesignerin
- Preiswerk, Samuel (1799–1871), Schweizer reformierter Theologe, Pfarrer und Kirchenlieddichter
- Preiswerk, Theophil (1846–1919), Schweizer Landschafts- und Genremaler
- Preiswerk-Iselin, Anna Maria (1758–1840), Tochter des Philosophen Isaak Iselin
- Preiszler, Alois (* 1938), österreichischer Politiker (FPÖ), Landtagsabgeordneter

### Preit
- Preitinger, Augusta (1878–1946), niederländische Malerin
- Preitler, Franz (* 1963), österreichischer Autor
- Preity, Zinta (* 1975), indische SchauspielerinPreity Zinta (* 1975)

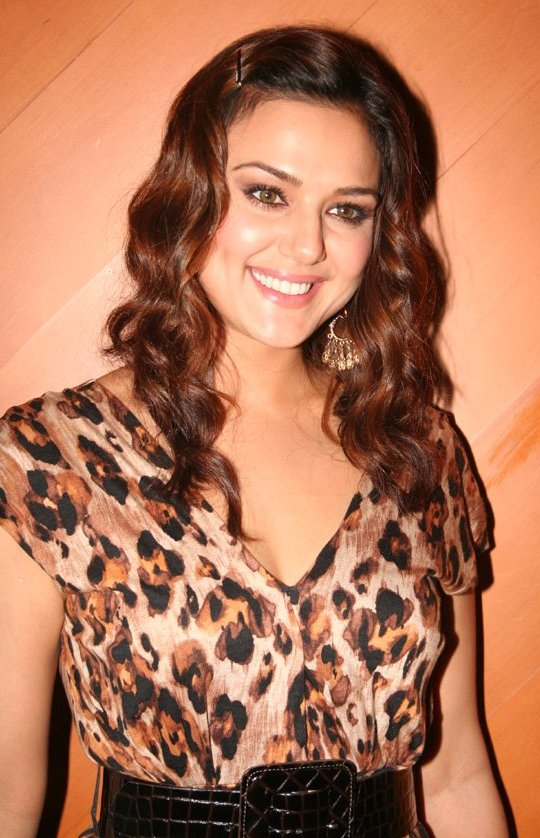
Preity Zinta (* 1975)

- Preitz, Max (1885–1971), deutscher Germanist

### Preiw
- Preiwuß, Kerstin (* 1980), deutsche Schriftstellerin, Kulturjournalistin und Lyrikerin